# II. Péter orosz cár
II. Péter (oroszul: Пётр II, teljes neve Pjotr Alekszejevics Romanov Пётр Алексеевич Романов; Szentpétervár, 1715. október 23.(12.) – Moszkva, 1730. január 30.(19.)) orosz cár, trónra lépett 1727. május 6-án, Alekszej Petrovics cárevics és Sarolta Krisztina braunschweig-wolfenbütteli hercegnő fia.

## Uralkodása
II. Péter 11 évesen került Oroszország élére. Egyik legelső dolga volt kiszabadítani a börtönből nagyanyját, Jevdokija Lopuhinát. Amikor nagyapja és I. Katalin bizalmasa, Alekszandr Danyilovics Mensikov közölte vele, hogy feleségül kell vennie a lányát, Máriát, Péter megutálta az uralkodást.
1727-ben egy nemes család, a Dolgorukovok vezette arisztokrata csoport rávette, hogy küldje el az udvarból Mensikovot. Péternek nem sok kedve volt elvennie Máriát, így kapott a lehetőségen, és Szibériába száműzte Mensikovot és az egész családját. Mensikov ott is halt meg 1729-ben.
Mensikov esetét a legtöbb történész a konzervatív, Péter-ellenes csoport diadalának tekinti. Bár ismét Moszkva lett a főváros, és csökkentették a haditengerészeti kiadásokat, a Legfelső Titkos Tanácsban még mindig jelentős szerepet kaptak Péter kormányának alapemberei, így például Dmitrij Golicin herceg és Andrej Osterman gróf. Az uralkodó fölött nagy befolyással rendelkezett Vaszilij Lukics Dolgorukov herceg, Péter „mentora.”

## Magánélete
II. Pétert a kortársai jóképű, magas embernek írják le, aki azonban gőgös, és nincs benne semmi szeretetre méltó. Jóformán mást se csinált, csak Dolgorukov herceggel vadászott, táncolt és biliárdozott. „A cárt ritkán látni, nincs fogadószobája, és úgy tűnik, a vadászaton kívül semmi egyéb nem érdekli… Korához képest igen magas, kövér. Alig tizenöt éves. Szőke, bőre a vadászattól napbarnított, vannak jó tulajdonságai, de fennhéjázó, és bár fiatal és jóképű, nincs benne semmi vonzó vagy szeretetre méltó.” – írta a cárról egy angol diplomata felesége, aki Szentpéterváron lakott.
1729-ben Dolgorukov herceg meggyőzte, hogy vegye feleségül a lányát, Jekatyerina Alekszejevna Dolgorukovát. Péter azonban az esküvő kitűzött napján, 1730 januárjában elhunyt fekete himlőben. A szentpétervári Szent Péter és Pál Székesegyházban temették el; halálával kihalt a Romanov-dinasztia férfiága. Utódja I. Anna cárnő volt, V. Iván lánya.